# كاليفي كوتكاس
كاليفي كوتكاس (10 أغسطس 1913- 24 أغسطس 1983) رياضي فنلندي إستوني المولد، متخصص في الوثب العالي ورمي القرص ورمي الجلة. أصبح أول بطل أوربي في الوثب العالي في عام 1934 في تورينو، وتنافس في دورة الألعاب الأولمبية الصيفية 1932 ودورة الألعاب الأولمبية الصيفية 1936. في عام 1936 حقق نفس الارتفاع الذي حققه الفائزان بالميداليات ديف البريتون وديلوس ثيربر وهو مترين، لكنه قام بمحاولات أكثر وأحرز المركز الرابع.

حقق كاليفي كوتكاس أربع أرقام قياسية أوربية في الوثب العالي، لكن اثنين منهم - تم إنجازهما في ريو دي جانيرو في 1934 - لم تتم المصادقة عليهما مطلقاً، أما الأرقام المصادق عليها فهي 2.03 متر (هلسنكي، 12 يوليو 1936) و 2.04 متر (غوتنبرغ، 1 سبتمبر 1936).

## الألقاب المحلية
- بطولات ألعاب القوى الفنلندية
  - الوثب العالي: 1934، 1935، 1936، 1937، 1938
  - رمي القرص: 1933، 1934، 1935، 1936، 1937، 1938

## المنافسات الدولية
| العام       | المسابقة                       | المكان                       | المركز      | حدث          | ملاحظة      |
| يمثل فنلندا | يمثل فنلندا                    | يمثل فنلندا                  | يمثل فنلندا | يمثل فنلندا  | يمثل فنلندا |
| ----------- | ------------------------------ | ---------------------------- | ----------- | ------------ | ----------- |
| 1932        | الألعاب الأولمبية الصيفية 1932 | لوس أنجلوس, الولايات المتحدة | السابع      | رمي القرص    | 45.87 متر   |
| 1934        | بطولة أوروبا لألعاب القوى 1934 | تورينو، إيطاليا              | الأول       | الوثب العالي | 2.00 متر    |
| 1934        | بطولة أوروبا لألعاب القوى 1934 | تورينو، إيطاليا              | العاشر      | رمي القرص    | 42.50 متر   |
| 1936        | الألعاب الأولمبية الصيفية 1936 | برلين، ألمانيا النازية       | الرابع      | الوثب العالي | 2.00 متر    |
| 1936        | الألعاب الأولمبية الصيفية 1936 | برلين، ألمانيا النازية       | 21 (q)      | رمي القرص    | x           |
| 1938        | بطولة أوروبا لألعاب القوى 1938 | باريس، فرنسا                 | الثاني      | الوثب العالي | 1.94 متر    |
| 1938        | بطولة أوروبا لألعاب القوى 1938 | باريس، فرنسا                 | الرابع      | رمي القرص    | 48.63 متر   |
| 1938        | بطولة أوروبا لألعاب القوى 1938 | باريس، فرنسا                 | الحادي عشر  | رمي الجلة    | 13.92 متر   |